# Анастасиос Сьорманолакис
Анастасиос Ем. Сьорманолакис (на гръцки: Αναστάσιος Σιορμανωλάκης) е гръцки общественик, политик и революционер, деец на гръцката въоръжена пропаганда в Македония.

## Биография
Анастасиос Сьорманолакис е роден в семейството на лекаря Емануил и Евдоксия Сьорманолакис в 1852 година в Бер, тогава Османската империя, днес в Гърция. Анастасиос е едър земевладелец в родния си град. Става главен организатор на гръцкия комитет в града. Изнася реч в Елия, край Бер на 12/25 юни 1904 по време на гръцки революционен конгрес, прикрит под формата на екскурзия. „Екскурзиантите“ идват с четири влака от Солун, Битоля, Воден и Негуш. Събират се около 4000 души. Присъстват митрополитите Александър Солунски, Герман Костурски, Стефан Воденски, Константий Берски, генералният консул в Солун Ламброс Коромилас, преводачът Теодорос Аскитис (Теодорос Диму Гегас).
След попадането на Бер в Гърция след Междусъюзническата война, Сьорманолакис е депутат от Бер в гръцкия парламент. Награден е с медал от гръцкото правителство. Умира в 1924 година.